# شلدن داتس
شلدن داتس (انگلیسی: Sheldon Datz; ۲۷ ژوئیهٔ ۱۹۲۷ – ۱۵ اوت ۲۰۰۱) شیمی‌دان و فیزیک‌دان اهل ایالات متحده آمریکا بود.
او در نیویورک متولد شد و در دبیرستان استایوسنت تحصیل کرد و از دانشگاه کلمبیا و دانشگاه تنسی مدرک شیمی دریافت کرد.
وی همچنین برندهٔ جوایزی همچون جایزه انریکو فرمی شده‌است.